# Chlöe Howl
Chlöe Howl (4 de marzo de 1995) es una cantante y compositora británica. Estaba previsto su álbum debut, Chlöe Howl, en el año 2014 a través de Sony Music y Columbia, pero en abril de 2015 se reportó que había dejado Sony Music. Fue nominada para el BBC Sound de 2014.

## Carrera artística

### Primeros años
Nació el 4 de marzo de 1995 en Inglaterra. El uso inusual de la diéresis sobre la "o" en su nombre se dice que es un error que sus padres cometieron en su certificado de nacimiento, su padre es inglés y su madre es de origen galés. Se crio en el pueblo de Holyport y asistió Holyport Primary, y luego Altwood Secondary School. A la edad de 10 años grabó y vendió su propio CD de Navidad para ayudar a recaudar fondos para su escuela primaria. En 2006, a la edad de 11 años, grabó un episodio piloto para una serie musical con conciencia ecológica llamada "The Trollmates" en la que interpretaba a uno de los cuatro trolls cantantes descubiertos en Escocia por un ejecutivo estadounidense de una discográfica. Como parte del grupo de cantantes The TrollMates se fue en una gira promocional a los EE. UU. en agosto de 2006, donde conoció a David Hasselhoff. The TrollMates hicieron una aparición concierto en la Gran Muralla de China en Badaling en septiembre de 2006 con motivo del lanzamiento de la mascota de los Juegos Paralímpicos de 2008. Entre las pistas del grupo registrada fue de un CD edición especial "en beneficio de los Juegos Paralímpicos de Pekín 2008".
Howl dejó la escuela a los 16 años y firmó un contrato discográfico con Columbia Records poco después. Pasó gran parte de los tres años siguientes escribiendo y grabando su álbum de debut homónimo.

### 2013-presente: Álbum debut
El 4 de marzo de 2013, su Extended Play, "Rumour", fue lanzado para su descarga gratuita. En junio de 2013, lanzó el vídeo de su primer sencillo, "No Strings". Lanzó un segundo extended play, No Strings, el 26 de agosto de ese mismo año. "No Strings", fue parte de la banda sonora de la película Kick-Ass 2. El 9 de diciembre de 2013, su segundo sencillo "Paper Heart" fue lanzado y su primer álbum está previsto ser lanzado en 2014 por Columbia Records. El 2 de diciembre de 2013 fue nominada para el BBC Sound de 2014. El 5 de diciembre de 2013 fue nominada para los BRIT Awards 2014: Critics' Choice Award, finalmente terminando detrás de Sam Smith. Howl fue incluida en la lista de Nuevos Artistas de 2014 de iTunes, junto con MØ, Sam Smith y Dan Croll. Howl hizo de telonera de Ellie Goulding en algunos de sus conciertos de 2014 en Europa. En marzo de 2014 se lanzó "Rumour" como el tercer sencillo de su álbum debut homónimo "Chlöe Howl".
```
El 15 de junio de 2017 estreno su nuevo sencillo Magnetic
```

## Discografía

### Extended Plays
- Rumour (2013)
- No Strings (2013)
- Paper Heart (2013)

### Misceláneos
- Album Sampler (2013)

### Singles
| 2013                                    | "No Strings"   | 176 | 182 | — |
| 2013                                    | "Paper Heart"  | 143 | —   | — |
| 2014                                    | "Rumour"       | 84  | —   | 6 |
| 2014                                    | "Disappointed" | —   | —   | — |
| 2015                                    | "Bad Dream"    | —   | —   | — |
| "—" denota que no computó en esa lista. |                |     |     |   |

## Premios y nominaciones
| Awards | Awards          | Awards          | Awards     | Awards    | Awards | Awards |
| Año    | Premio          | Categoría       | Trabajo    | Resultado | Ref    |        |
| ------ | --------------- | --------------- | ---------- | --------- | ------ | ------ |
| 2014   | BBC Sound of... | Sound of 2014   | Ella misma | Nominado  | [ 20 ] |        |
| 2014   | BRIT Awards     | Critic's Choice | Ella misma | Nominado  | [ 21 ] |        |